# باين غروف (مقاطعة بورتج)
باين غروف، مقاطعة بورتج (بالإنجليزية: Pine Grove, Portage County, Wisconsin)‏ هي بلدة تقع في مقاطعة بورتاغ (ويسكونسن) بولاية ويسكونسن في الولايات المتحدة. تبلغ مساحتها 97.6 (كم²)، وترتفع عن سطح البحر  م، بلغ عدد سكانها 904 نسمة في عام 2000 حسب إحصاء مكتب تعداد الولايات المتحدة .

## وصلات خارجية
- The US50 - Cities and Towns in Wisconsin State
- Wisconsin Cities and Towns, Facts, Map, Flag, Colleges, Government, and More